# باول شنايدر (كاتب)
باول شنايدر (بالإنجليزية: Paul Schneider)‏ هو كاتب أمريكي، ولد في 1962.